# Mackintoshia
Mackintoshia är ett släkte av svampar. Mackintoshia ingår i familjen spindlingar, ordningen Agaricales, klassen Agaricomycetes, divisionen basidiesvampar och riket svampar.
|              | Cortinarius                            |
|              |                                        |
|              | Dermocybe                              |
|              |                                        |
|              | Phaeocollybia                          |
|              |                                        |
|              | Pyrrhoglossum                          |
|              |                                        |
|              | Hemistropharia                         |
|              |                                        |
|              | Protoglossum                           |
|              |                                        |
|              | Thaxterogaster                         |
|              |                                        |
|              | Anamika                                |
|              |                                        |
| Mackintoshia | \| \| Mackintoshia persica \| \| \| \| |
|              | \| \| Mackintoshia persica \| \| \| \| |
|              | Descomyces                             |
|              |                                        |
|              | Quadrispora                            |
|              |                                        |
|              | Cribbea                                |
|              |                                        |
|              | Stephanopus                            |
|              |                                        |
|              | Descolea                               |
|              |                                        |
|              | Nanstelocephala                        |
|              |                                        |
|              | Mackintoshia persica                   |
|              |                                        |

|  | Mackintoshia persica |
|  |                      |